# Priolepis
Priolepis – rodzaj ryb z rodziny babkowatych.

## Klasyfikacja
Gatunki zaliczane do tego rodzaju:
| - Priolepis agrena - Priolepis ailina - Priolepis aithiops - Priolepis akihitoi - Priolepis anthioides - Priolepis ascensionis - Priolepis aureoviridis - Priolepis boreus - Priolepis cincta - Priolepis compita - Priolepis cyanocephala - Priolepis dawsoni - Priolepis eugenius - Priolepis fallacincta - Priolepis farcimen - Priolepis goldshmidtae - Priolepis hipoliti | - Priolepis inhaca - Priolepis kappa - Priolepis latifascima - Priolepis limbatosquamis - Priolepis nocturna - Priolepis nuchifasciata - Priolepis pallidicincta - Priolepis profunda - Priolepis psygmophilia - Priolepis randalli - Priolepis robinsi - Priolepis semidoliata - Priolepis squamogena - Priolepis sticta - Priolepis triops - Priolepis vexilla - Priolepis winterbottomi |

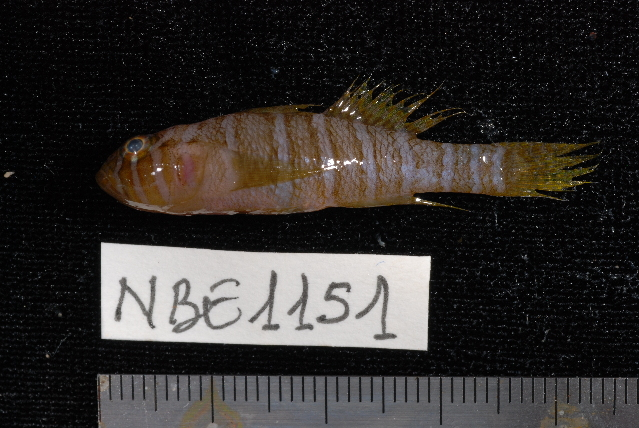
Priolepis cincta